# Pristimantis labiosus
Pristimantis labiosus es una especie de anfibio anuro de la familia Craugastoridae.

## Distribución
Esta especie habita desde el nivel del mar hasta los 1900 m de altitud:
- en Colombia en la vertiente occidental de la Cordillera Occidental en los departamentos de Chocó, Valle del Cauca, Cauca y Nariño;
- en Ecuador en la vertiente occidental de la Cordillera Occidental en las provincias de Esmeraldas, Carchi, Imbabura, Pichincha y Santo Domingo de los Tsáchilas.[4]

## Descripción
Los machos miden de 35.4 a 50.8 mm y las hembras de 48.5 a 52.3 mm.

## Publicación original
- Lynch, Ruiz-Carranza & Ardila-Robayo, 1994 : The identities of the Colombian frogs confused with Eleutherodactylus latidiscus (Boulenger) (Amphibia: Anura: Leptodactylidae). Occasional Papers of the Museum of Natural History University of Kansas, n.º 170, p. 1-42[5]